# Unphjong-ku
Unphjong-ku (hangul: 은평구, handzsa:  恩平區, RR: Eunpyeong-gu) Szöul 25 kerületének egyike. Itt található a Pukhanszan (Bukhansan) hegy egy része.

## Tongok(Dongok)
- Csingvan-tong (Jingwan-dong) (진관동, 津寬洞)
- Csungszan-tong (Jeungsan-dong) (증산동, 繒山洞)
- Jokcshon-tong (Yeokchon-dong) (역촌동, 驛村洞)
- Kalhjon-tong (Galhyeon-dong) 1, 2 (갈현동, 葛峴洞)
- Kuszan-tong (Gusan-dong) (구산동, 龜山洞)
- Nokpon-tong (Nokbeon-dong) (녹번동, 碌磻洞)
- Pulgvang-tong (Bulgwang-dong) 1, 2 (불광동, 佛光洞)
- Sinsza-tong (Sinsa-dong) 1, 2 (신사동, 新寺洞)
- Szuszek-tong (Susaek-dong) (수색동, 水色洞)
- Tedzso-tong (Daejo-dong) (대조동, 大棗洞)
- Ungam-tong (Eungam-dong) 1, 2, 3 (응암동, 鷹岩洞)